# کریس آلن (بازیکن فوتبال، زاده ۱۹۸۹)
کریس آلن (انگلیسی: Chris Allen؛ زادهٔ ۳ ژانویهٔ ۱۹۸۹) بازیکن فوتبال اهل بریتانیا است.
از باشگاه‌هایی که در آن بازی کرده‌است می‌توان به باشگاه فوتبال چیپنهام تاون، باشگاه فوتبال بث سیتی، باشگاه فوتبال سوئیندون تاون، باشگاه فوتبال ویموث، باشگاه فوتبال فروم تاون، باشگاه فوتبال فارست گرین راورز، و باشگاه فوتبال استاینز تاون اشاره کرد.